# City (dagblad)
City was een gratis Italiaans dagblad. Het stond onder leiding van Bruno Angelico en werd uitgegeven door RCS Mediagroup. Het verscheen voor het eerst op 3 september 2001 in Milaan. Andere edities verschenen in Bari, Bologna, Florence, Genua, Rome, Napels, Turijn en Verona. In 2005 was het met een oplage van 747.000 het op een na grootste dagblad van Italië, na Leggo., en in 2010 bedroeg die zelfs 865.000, maar op 24 februari 2012 hield de krant op te bestaan.